# Багратиды
Баграти́ды, Баграту́ни (грабар Բագրատունի) — армянский княжеский род, одна из самых значимых княжеских династий Закавказья. С 885 по 1045 годы царская династия Армении. В Грузии династия сохраняла царский титул вплоть до XIX века. Также династия правила в соседней Кавказской Албании. Историками-востоковедами Багратиды характеризуются как великая армянская династия

## Происхождение
По мнению Николая Адонца, эта династия берёт своё начало на пограничной с Ираном или Атропатеной окраине Армении. По сообщениям Мовсеса Хоренаци, Антиох III для свержения Ерванда IV и утверждения Арташеса I на троне Армении передал его сподвижнику, Смбату Багратуни, часть сирийского и атропатенского войска. Представитель Багратидов также венчал Арташеса на трон и получил от него «сан повязывающего корону». Этот титул, согласно армянским источникам, был в роду Багратидов традиционным. Иранистка Анаит Периханян считает, что мнение Адонца об атропатено-мидийском происхождении династии находит подтверждение при анализе первоисточников. Как отмечает специалист по истории аристократических родов Закавказья К. Л. Туманов, Багратиды, бывшие изначально династическими князьями области Спер на северо-западе Армении (ныне Испир в Турции), имели местное армяно-иранское или даже, возможно, урартское происхождение. Согласно Алле Тер-Саркисянц, способ образования названия рода свидетельствует о его урартском происхождении.
Как отмечают Роберт Хьюсен и Кирилл Туманов, Багратиды являлись ветвью Ервандидов — царской династии в Армении.
Так же, как и Ервандиды, Багратиды первоначально претендовали на происхождение от бога Солнца. После принятия Арменией христианства, как и большинство армянских князей, они утверждали о происхождение от мифического прародителя армян Айка. Позже появилась версия о еврейском происхождении, возникшая под библейским влиянием. Эту версию приводит армянский историк Мовсес Хоренаци, который приписал происхождение Багратидов от некоего принца Шамбота (Шамбат, арм. Смбат), одного из иудейских пленников, привезённого в Армению царём Айком. Ту же версию можно встретить и у другого средневекового историка Мовсеса Каганкатваци. Роберт Томсон из Оксфордского университета отмечает, что средневековые армянские историки проводили параллели между историей армян и евреев, а некоторые из них пытались найти физическое родство между двумя народами посредством вымышленных родословных. Фактически же армянская знать не имела еврейской крови в своих жилах.
Название династии происходит из древнеперсидского слова «bagadata».

## История рода
При арабах, в VIII—IX веках, княжеский род Багратидов постепенно объединил под своей властью бо́льшую часть Армении, в частности, её восточные области. Первым царям Багратидам (Ашот I, Смбат I, Ашот II Железный) подчинялись также некоторые районы Южной Армении. Центром их владений стал Ширак (бассейн верхнего и среднего течения реки Ахурян).
Основателем царской династии Багратидов стал Ашот I (ум. 891). В 861 году багдадский двор признал его «князем князей». Он подчинил себе крупных армянских феодалов, добился поддержки Армянской церкви, а в середине 880-х годов нанёс поражение арабским войскам. После этого соперничавшие между собой арабский халиф и византийский император послали в 885 году Ашоту по короне, признав таким образом независимость Армении. В дальнейшем армянские правители обеспечивали независимость и процветание своих владений, искусно играя на противоречиях между могущественными соседями.
Ашот II Железный (правил в 914—928) в 921 разбил арабское войско на берегу озера Севан и освободил от арабов бо́льшую часть Армении. В 922 халиф вынужден был признать его властителем Армении. Ашот II принял титул «царя царей» — шахиншах (бывший некогда принятым среди могущественных владык Древнего Востока), признанный Багдадом и византийцами.
Ашот III Милостивый (953—977) создал сильную постоянную армию. В 961 перенёс свою резиденцию из Карса в Ани — именно под названием Анийское царство армянское средневековое государство и вошло в историю.
Феодальная раздробленность вела к образованию отдельных армянских царств — Васпураканского (908), Карсского (963), Сюнийского (987) и Ташир-Дзорагетского (978), находившихся в вассальных отношениях с Багратидами. Раздоры между феодалами и высшим духовенством облегчили экспансию Византии.
В 1045 году после захвата столицы страны, города Ани, Византией и распада Армении существование старшей ветви династии Багратидов прекратилось. Вскоре эти территории были захвачены турками-сельджуками, так в 1064 году под их ударами пала бывшая столица Армении — Ани. Последний представитель старшей ветви династии Гагик II был обманом пленён византийцами во время переговоров в Константинополе и был освобождён только после отречения от своего царства. В качестве компенсации ему была передана во владение фема Харсиан. Был убит в 1079/80 году.
Центр армянской государственности сместился южнее — в Киликийское царство, которое возглавила династия Рубенидов, основанная в 1080 году приближённым и родственником анийского царя Рубеном I.
- Генеалогическое древо династии Багратидов

## Галерея
- Монеты Багратидов Лори, вторая половина XI века
- Ашот I Великий (885—891) — основатель царской династии
- Ашот II Железный (914—929) — царь Армении (с 914), шахиншах армянский и грузинский (с 922)
- Статуя Гагика I, найденная при раскопках в Ани. На руках статуи находился макет церкви
- Городские стены Ани, столицы Багратидской Армении (ныне на территории Турции)
- Герб рода Багратидов в церкви Святого Спасителя (Гюмри), Гюмри
- Монумент роду Багратидов, Гюмри